# Kėdainiai
Kėdainiai ( escoltar (?·pàg.)) és una de les 103 ciutats de Lituània situada al comtat de Kaunas a 51 km al nord de Kaunas, a la vora del riu Nevėžis. És una de les més antigues ciutats del país. Esmentada per primera vegada [al | el 1372 a la Cròniques lituanes d'Hermann de Wartberge. El seu barri antic es remunta al segle xvii, i la ciutat és el centre administratiu del districte municipal de Kėdainiai.

## Noms
La ciutat ha estat coneguda per altres noms: 
- Kiejdany en polonès.
- Keidan (קיידאן) en ídix.[1]
- Kedahnen en alemany.
- Les seves altres formes alternatives inclouen Kidan, Kaidan, Keidany, Keydan, Kiejdany, Kuidany i Kidainiai.[2]

## Història
És possible que pescadors de la costa de la mar Bàltica haguessin fundat la petita vila al costat del riu Nevėžis al segle xiv, ja que la primera referència històrica a la ciutat és a les Cròniques lituanes i es remunta a 1372. El seu port va ser fundat el 1581, i en 1590 la ciutat va aconseguir l'autonomia segons el Dret de Magdeburg.
Entre els segles xvi i XIX va estar sota control de la família Radziwiłł. Als segles xvii i XVIII va ser un dels centres més importants de la reforma protestant a Lituània. Durant aquest temps van arribar a la zona alemanys, holandesos i suecs. En temps soviètics va ser convertida en una ciutat industrial.
Durant l'Operació Barba-roja, Keidainiai va ser ocupada per l'exèrcit alemany a l'estiu de 1941. El 28 d'agost de 1941, la comunitat jueva de Keidainiai que havia estat allà durant 500 anys, van ser assassinats sota la direcció del batalló especial alemany de la policia, amb l'ajut de la població local lituana. La població jueva abans de l'Holocaust era de 3000 persones.

## Ciutats agermanades
| - Brodnica (Polònia) - Łobez (Polònia) - Svalöv (Suècia) | - Sömmerda (Alemanya) - Kohtla-Järve (Estònia) - Rostov (Rússia) |

## Galeria
|  |  |  |